# Виктор Лазло
Виктор Лазло (на френски: Viktor Lazlo), псевдоним на Соня̀ Дрониѐ (Sonia Dronnier) (Лориан, 7 октомври 1960 г.), е френско-белгийска певица, актриса и писателка на романи.

## Биография
Соня Дроние е родена в семейството на баща мартиниканец и майка гренадка.
Започва кариерата си като манекенка за Шантал Томас и Тиери Мюглер, след което я забелязва белгийският продуцент Лу Депрейк. Сценичния си псевдоним заимства от името на един от главните герои във филма „Казабланка“.
Първият ѝ сингъл, композиран от Ален Шамфор и носещ заглавието Backdoor Man, е записан през 1984 г. за филма À mort l'arbitre. През следващата 1985 г. издава първия си миниалбум, озаглавен Canoë rose („Розово кану“). Едноименната песен от него набира широка известност във Франция и Белгия. Същата година след него издава и първия си студиен албум She („Тя“). Друга песен от албума, с която утвърждава името си във френскоговорещите страни, е френскоезичният кавър на джаз класиката Cry Me a River, озаглавен Pleurer des rivières, чийто превод е дело на самата певица.
През 1987 г. излиза вторият ѝ студиен албум, носещ като заглавие сценичното ѝ име – Viktor Lazlo. От него хит на международно равнище става встъпителната песен Breathless („Без дъх“). На 9 май същата година е водеща на 32-рото издание на песенния конкурс на „Евровизия“, провело се в Брюксел. На откриването на вечерта Виктор изпълнява Breathless, която е използвана като мелодия на изданието.
Следват няколко студийни албума (някои от които са издадени в две издания: английско и френско), а освен тях записва дуети с редица изпълнители, като Флоран Пани, Арно, Давид Линкс, Серхат, Маги Рейли, Биаджо Антоначи, Амедео Минги, Щефан Вагерсхаузен и други.
Към две от песните от албума Mes poisons délicieux („Моите сладки отрови“) от 1991 г. заснема два клипа в София към Студия за игрални филми „Бояна“ с фотографа Патрик Сандрен.
През 2010 г. издава първия си роман, озаглавен La femme qui pleure („Жената, която плаче“) и който е удостоен с наградата „Шарл Брисе“ на Френската психиатрична асоциация.
През следващата 2011 г. създава първия си спектакъл My Name Is Billie Holiday („Казвам се Били Холидей“), посветен на живота на джаз певицата и за чийто мизансцен отговаря Ерик-Еманюел Шмит. По него написва едноименния роман и записва едноименния албум, издадени през следващата година.
По повод 30 години от началото на кариерата си като певица на 11 декември 2014 г. изнася концерт в концертната зала „Джемал Решит Рей“ в Истанбул.
На 20 октомври 2017 г. е издаден албумът ѝ Woman („Жена“), състоящ се от песни на английски и френски. От него сингли стават песните Promised Land („Обетована земя“) и Lola & Jim („Лола и Джим“), втората от които черпи вдъхновение от нападенията в Париж от ноември 2015 г.
На 10 януари 2018 г. излиза четвъртият ѝ роман, озаглавен Les passagers du siècle (букв. „Пътниците на века“).
На рождения си ден през 2021 г. издава албума си Suds („Югове“).

## Личен живот
Има един син – Максим, роден през 1988 г.

## Дискография
Някои от албумите са издадени едновременно в 2 версии: англоезична и френскоезична. Френските заглавия са посочени в скоби.
| - 1985 – She - 1987 – Viktor Lazlo - 1989 – Hot & Soul (Club désert) - 1991 – My Delicious Poisons (Mes poisons délicieux) - 1996 – Back to Front (Verso) - 2002 – Loin de Paname - 2002 – Amour(s) - 2004 – Saga - 2007 – Begin the Biguine - 2012 – My Name Is Billie Holiday - 2017 – Woman - 2021 – Suds | - 1985 – Canoë rose - 1990 – Sweet, Soft N' Lazy – The Exclusive Collection - 1993 – Sweet, Soft & Lazy – The Very Best Of - 1999 – Canoë rose - 2003 – Classic Songs - 2004 – Champagne and Wine – The Love Collection - 2005 – Rarities |

### Сингли
- 1984 – Backdoor Man
- 1984 – Last Call For An Angel/Mata-Hari
- 1985 – Loser/I Don't Wanna Love Again
- 1985 – Slow Motion/Last Call for an Angel
- 1985 – Canoë rose/Bleuser
- 1985 – Pleurer des rivières/Mata Hari
- 1985 – Sweet, Soft 'n' Lazy/Ain't Gonna Come
- 1986 – Mata Hari/Loser
- 1987 – You Are My Man (New Version)/Hey, Baby, Cool!
- 1987 – Take Me (Remix)/Champagne and Wine
- 1987 – Breathless/Don't Say No
- 1988 – Amour puissance six/La cité
- 1988 – City Never Sleeps (Extended Mix)/Wish You Were Here/La cité
- 1989 – Baisers
- 1989 – In the Midnight Sky
- 1990 – Jesse/Douce et innocente (с Щефан Вагерсхаузен)
- 1990 – Ansiedad
- 1990 – Das erste Mal tat's noch Weh (с Щефан Вагерсхаузен)
- 1991 – Love Insane/Berceuse
- 1991 – Baiser sacré (с Ксавие Дьолюк)
- 1991 – Teach Me to Dance/Easy to Lose
- 1992 – Balade de Lisa
- 1993 – Vattene, amore (с Амедео Минги)
- 1993 – The Dream Is in Our Hands
- 1994 – Engel wie du (с Юлиане Вердинг и Маги Рейли)
- 1996 – Babe
- 1996 – My Love
- 1996 – Turn It All Around
- 1996 – Ces rêves
- 1998 – Amores (Bésame mucho) (с Раул Пас)
- 1999 – Message (с Биаджо Антоначи)
- 2002 – Les mots d'amour
- 2004 – Total Disguise (със Серхат)
- 2007 – J'attends
- 2007 – Tu peux pas savoir
- 2012 – Georgia on My Mind (виртуален дует с Били Холидей)